# Conduite dangereuse
La conduite dangereuse est une infraction criminelle en droit canadien qui consiste à conduire un moyen de transport de façon dangereuse. Elle est punie par l'article 320.13 (1) du Code criminel. La loi prévoit aussi à l'article 320.13 (3) une peine plus sévère pour la conduite dangereuse en cas de mort d'une autre personne. 
La conduite dangereuse est une infraction de mens rea objective car le juge qui condamne un accusé va juger selon une norme objective, par rapport au comportement d'une personne raisonnable placée dans la même situation. 

## Dispositions pertinentes

### Conduite dangereuse
« 320.13 (1) Commet une infraction quiconque conduit un moyen de transport d’une façon dangereuse pour le public, eu égard aux circonstances. »

### Conduite dangereuse causant des lésions corporelles
« 320. 13(2) »

— Commet une infraction quiconque conduit un moyen de transport d’une façon dangereuse pour le public, eu égard aux circonstances, et cause ainsi des lésions corporelles à une autre personne.

### Conduite dangereuse causant la mort
« 320.13 (3) Commet une infraction quiconque conduit un moyen de transport d’une façon dangereuse pour le public, eu égard aux circonstances, et cause ainsi la mort d’une autre personne. »